# Le Monstre des temps perdus
Pour plus de détails, voir Fiche technique et Distribution.
Le Monstre des temps perdus (titre original : The Beast from 20,000 Fathoms) est un film américain d'Eugène Lourié, sorti en 1953.

## Synopsis
Dans les années 1950, un test nucléaire, Operation Experiment, est conduit au-delà du cercle Arctique. Mais l'explosion réveille un gigantesque reptile, endormi sous la glace depuis 100 millions d'années, qui commence à se diriger vers la côte est des États-Unis, coulant de nombreux navires et un phare sur son passage.
Lorsque le monstre arrive à Manhattan, il sème le chaos le plus total. Tirée au bazooka par les militaires du colonel Evans, la Bête relâche un germe préhistorique virulent qui contamine la population. La seule façon d'en venir à bout est de brûler la créature à l'aide d'isotope radioactif pour éviter une pandémie. Cette dernière est finalement vaincue dans un parc d'attractions à Coney Island…

## Fiche technique
- Titre : Le Monstre des temps perdus
- Titre original : The Beast from 20,000 Fathoms
- Réalisation : Eugène Lourié
- Effets spéciaux : Ray Harryhausen, Willis Cook, George Lofgren et Eugène Lourié
- Scénario : Fred Freiberger, Eugène Lourié, Lou Morheim, Robert Smith et  Daniel James (non crédité), d'après la nouvelle de Ray Bradbury, The Fog Horn
- Photographie : John L. Russell
- Montage : Bernard W. Burton
- Musique : David Buttolph (musique initialement prévue de Michel Michelet, non utilisée)
- Décors : Eugène Lourié et Edward G. Boyle
- Producteurs : Jack Dietz, Bernard W. Burton et Hal E. Chester
- Société de production : Jack Dietz Productions
- Société de distribution : Warner Bros.
- Pays de production :  États-Unis
- Langues : Anglais, Français
- Format : Noir et blanc (Sepiatone) — 35 mm — 1,37:1 — Son : Mono
- Genre : Film dramatique, Film d'aventure, Film d'action, Film fantastique, Film d'horreur, Film de science-fiction, Thriller
- Durée : 80 minutes (1 h 20)
- Date de sortie : 
  - États-Unis : 13 juin 1953

## Distribution
- Paul Hubschmid : le professeur Tom Nesbitt
- Paula Raymond : Lee Hunter
- Cecil Kellaway : le professeur Thurgood Elson
- Kenneth Tobey : le colonel Jack Evans
- Donald Woods : le capitaine Phil Jackson
- Lee Van Cleef : le caporal Stone
- Steve Brodie : le sergent Loomis
- Ross Elliott : George Ritchie
- Jack Pennick : Jacob Bowman
- Ray Hyke : le sergent Willistead
- King Donovan : le docteur Ingersoll

## Analyse
The Beast from 20,000 Fathoms est le premier film de l'Histoire mettant en scène un monstre géant réveillé par l'explosion d'une bombe atomique et attaquant une grande ville. Les producteurs Dietz et Chester eurent l'idée de combiner la paranoïa croissante au sujet des armes nucléaires avec le concept d'un monstre géant et dévastateur, symbole de la revanche de la Nature sur la technologie des hommes.
La créature est appelée Rhedosaurus. Elle partage de nombreux points avec les dinosaures mais en est relativement éloignée. Elle est quadrupède, possède un squelette proche du lézard et une langue bifide (ou fourchue comme les varans). Elle semble plus inspirée des rauisuchiens.
La Bête est animée en animation image par image par le magicien des effets spéciaux, Ray Harryhausen.

### Fog Horn
À l'origine, le célèbre écrivain Ray Bradbury publia une nouvelle, The Beast from 20,000 Fathoms, dans The Saturday Evening Post en 1951. Dans cette histoire fascinante, deux gardiens d'un phare isolé, Johnny et son employeur McDunn, sont témoins de l'apparition d'une créature marine attirée par le son tonitruant de la corne de brume (le prenant pour le rugissement d'un individu de son espèce). En éteignant le son du phare, Johnny va provoquer la colère du monstre...
Peu après la parution, les producteurs Dietz et Chester achetèrent les droits de la nouvelle et changèrent le titre de leur film, Monster from Beneath the Sea, en The Beast from 20,000 Fathoms. Bradbury, lui, changea le titre de sa nouvelle en Fog Horn (« Corne de Brume »). Dans le film, une courte scène montre le Rhedosaurus attaquant un phare sur la côte. La promotion du film joua sur la notoriété de l'auteur et annonça un scénario "suggéré" par Bradbury.

### À noter
- Le succès financier de The Beast from 20,000 Fathoms a contribué à la grande vague des films fantastiques (mettant en scène des monstres géants) des années 1950.
- On croit souvent à tort que le premier film mettant en scène un monstre nucléaire est Godzilla. Or, le premier volet de la célèbre saga japonaise, sorti en 1954, n'est qu'une version nippone de The Beast from 20,000 Fathoms. Les deux scénarios se ressemblent (un test nucléaire qui provoque le réveil d'un monstre préhistorique, attaques de bateaux, destruction d'une grande ville...) bien que les techniques d'animation de la bête soient différentes : dans le premier il s'agit d'une animation image par image, dans le second d'un acteur dans un costume. Godzilla crache un souffle atomique, idée déjà exploitée dans le scénario de The Beast from 20,000 Fathoms mais qui ne fut jamais transposée à l'écran par faute de moyens. Le scénario du film de Roland Emmerich, Godzilla, réalisé en 1998, est d'ailleurs plus proche de The Beast from 20,000 Fathoms que de l'histoire du monstre japonais.
- L'acteur Leonard Nimoy avoua que le scénario de Star Trek 4 : Retour sur Terre fut en partie inspiré par The Beast from 20,000 Fathoms.